# ジェイス・フライ
ジェイス・ヘイデン・フライ（Jace Hayden Fry, 1993年7月9日 - ）は、アメリカ合衆国オレゴン州ワシントン郡ビーバートン出身のプロ野球選手（投手）。左投左打。愛称はフー（Foo）。

## 経歴

### プロ入り前
2011年のMLBドラフト9巡目（全体286位）でオークランド・アスレチックスから指名されたが、この時は契約せずにオレゴン州立大学へ進学した。2012年6月にトミー・ジョン手術を受けたため翌2013年はほとんど投げられなかったが、最終年の2014年には復活して11勝を挙げている。大学時代はマイケル・コンフォルトとチームメイトだった。

### プロ入りとホワイトソックス時代
2014年のMLBドラフト3巡目（全体77位）でシカゴ・ホワイトソックスから指名され、プロ入り。契約後、傘下のパイオニアリーグのルーキー級グレートフォールズ・ボイジャーズでプロデビュー。9試合に登板して1勝0敗、防御率2.79、10奪三振を記録した。
2015年はA+級ウィンストン＝セイラム・ダッシュでプレーし、10試合に先発登板して1勝8敗、防御率3.63、39奪三振を記録した。この年の6月には2度目のトミー・ジョン手術を受けており、以降のシーズンでの登板は無かった。
2016年は前年の手術の影響で全休した。
2017年、マイナーではAA級バーミングハム・バロンズでプレーし、33試合に登板して2勝1敗3セーブ、防御率2.78、52奪三振を記録した。9月5日にメジャー契約を結んでアクティブ・ロースター入りした、同日のクリーブランド・インディアンス戦でメジャーデビュー。この年メジャーでは11試合に登板して防御率10.80、3奪三振を記録した。オフにはアリゾナ・フォールリーグに参加し、グレンデール・デザートドッグスに所属した。
2018年の開幕はAAA級シャーロット・ナイツで迎えたが、5月4日に昇格してからはブルペン陣の一角を担うようになった。最終的に59試合（先発1試合）に登板して2勝3敗4セーブ、防御率4.38、70奪三振、16ホールドを記録した。
2019年は68試合に登板して3勝4敗、防御率4.75、68奪三振、11ホールドを記録した。
2020年は18試合に登板して0勝1敗、防御率3.66、24奪三振を記録した。
2021年は6試合に登板して0勝1敗、防御率10.80、3奪三振を記録した。オフの11月5日にマイナー契約でAAA級シャーロットへ配属され、同日中にFAとなった。

### ナショナルズ傘下時代
2022年3月19日にワシントン・ナショナルズとマイナー契約を結び、スプリングトレーニングに招待選手として参加することになった。

## 投球スタイル
ツーシームが投球のほぼ半分を占め、それにカッター、カーブ、フォーシーム、チェンジアップを織り交ぜる。特にカッターは2018年、スピンレートがメジャー平均の2347回転を上回る、2647回転という数値を叩き出している。

## 詳細情報

### 年度別投手成績
| 年 度    | 球 団    | 登 板 | 先 発 | 完 投 | 完 封 | 無 四 球 | 勝 利 | 敗 戦 | セ 丨 ブ | ホ 丨 ル ド | 勝 率 | 打 者 | 投 球 回 | 被 安 打 | 被 本 塁 打 | 与 四 球 | 敬 遠 | 与 死 球 | 奪 三 振 | 暴 投 | ボ 丨 ク | 失 点 | 自 責 点 | 防 御 率 | W H I P |
| -------- | -------- | ----- | ----- | ----- | ----- | -------- | ----- | ----- | -------- | ----------- | ----- | ----- | -------- | -------- | ----------- | -------- | ----- | -------- | -------- | ----- | -------- | ----- | -------- | -------- | ------- |
| 2017     | CWS      | 11    | 0     | 0     | 0     | 0        | 0     | 0     | 0        | 0           | ----  | 36    | 6.2      | 12       | 1           | 5        | 1     | 0        | 3        | 3     | 0        | 8     | 8        | 10.80    | 2.55    |
| 2018     | CWS      | 59    | 1     | 0     | 0     | 0        | 2     | 3     | 4        | 16          | .400  | 214   | 51.1     | 37       | 4           | 20       | 0     | 1        | 70       | 5     | 0        | 28    | 25       | 4.38     | 1.11    |
| 2019     | CWS      | 68    | 0     | 0     | 0     | 0        | 3     | 4     | 0        | 11          | .429  | 251   | 55.0     | 44       | 7           | 43       | 3     | 3        | 68       | 4     | 0        | 33    | 29       | 4.75     | 1.58    |
| 2020     | CWS      | 18    | 0     | 0     | 0     | 0        | 0     | 1     | 0        | 2           | .000  | 83    | 19.2     | 16       | 3           | 12       | 2     | 0        | 24       | 1     | 0        | 9     | 8        | 3.66     | 1.42    |
| 2021     | CWS      | 6     | 0     | 0     | 0     | 0        | 0     | 1     | 0        | 0           | .000  | 31    | 6.2      | 10       | 1           | 6        | 0     | 1        | 3        | 2     | 0        | 8     | 8        | 10.80    | 2.40    |
| MLB：5年 | MLB：5年 | 162   | 1     | 0     | 0     | 0        | 5     | 9     | 4        | 29          | .357  | 615   | 139.1    | 119      | 16          | 86       | 6     | 5        | 168      | 15    | 0        | 86    | 78       | 5.04     | 1.47    |

- 2021年度シーズン終了時

### 年度別守備成績
| 年 度 | 球 団 | 投手（P） | 投手（P） | 投手（P） | 投手（P） | 投手（P） | 投手（P） |
| 年 度 | 球 団 | 試 合     | 刺 殺     | 補 殺     | 失 策     | 併 殺     | 守 備 率  |
| ----- | ----- | --------- | --------- | --------- | --------- | --------- | --------- |
| 2017  | CWS   | 11        | 0         | 0         | 0         | 0         | ----      |
| 2018  | CWS   | 59        | 2         | 3         | 0         | 0         | 1.000     |
| 2019  | CWS   | 68        | 1         | 8         | 0         | 2         | 1.000     |
| 2020  | CWS   | 18        | 1         | 0         | 1         | 0         | .500      |
| MLB   | MLB   | 156       | 4         | 11        | 1         | 2         | .938      |

- 2020年度シーズン終了時

### 背番号
- 71（2017年）
- 57（2018年 - 2021年）